# Longué-Jumelles
Longué-Jumelles é uma comuna francesa na região administrativa da Pays de la Loire, no departamento de Maine-et-Loire. Estende-se por uma área de 96,2 km². Em 2010 a comuna tinha 6 929 habitantes (densidade: 72 hab./km²).